# غونسالو إيناسيو
غونسالو إيناسيو (بالبرتغالية: Gonçalo Inácio‏) هو لاعب كرة قدم برتغالي، ولد في 25 أغسطس 2001 في ألمادا في البرتغال.

## وصلات خارجية
- غونسالو إيناسيو على موقع الاتحاد الأوربي (الإنجليزية)
- غونسالو إيناسيو على موقع قاعدة بيانات كرة القدم.إي يو (الإنجليزية)
- غونسالو إيناسيو على موقع ليكيب (الفرنسية)
- غونسالو إيناسيو على موقع ناشيونال فوتبول تيمز (الإنجليزية)
- غونسالو إيناسيو على موقع Soccerbase.com (لاعب) (الإنجليزية)
- غونسالو إيناسيو على موقع Soccerway.com (الإنجليزية)
- غونسالو إيناسيو على موقع عالم كرة القدم.نت (الإنجليزية)